# Віртуальний помічник

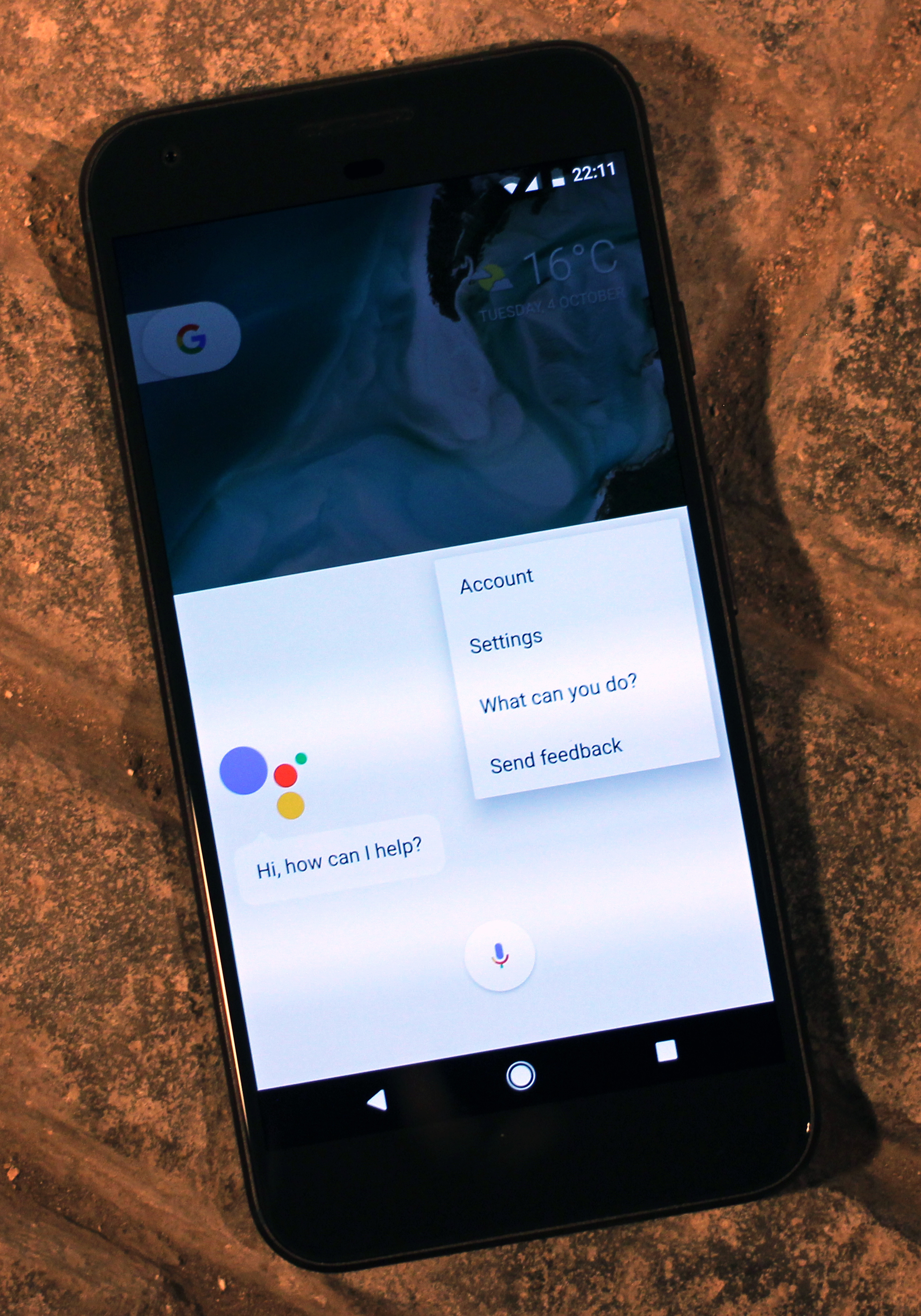
Google Асистент, відкритий на смартфоні Pixel XL

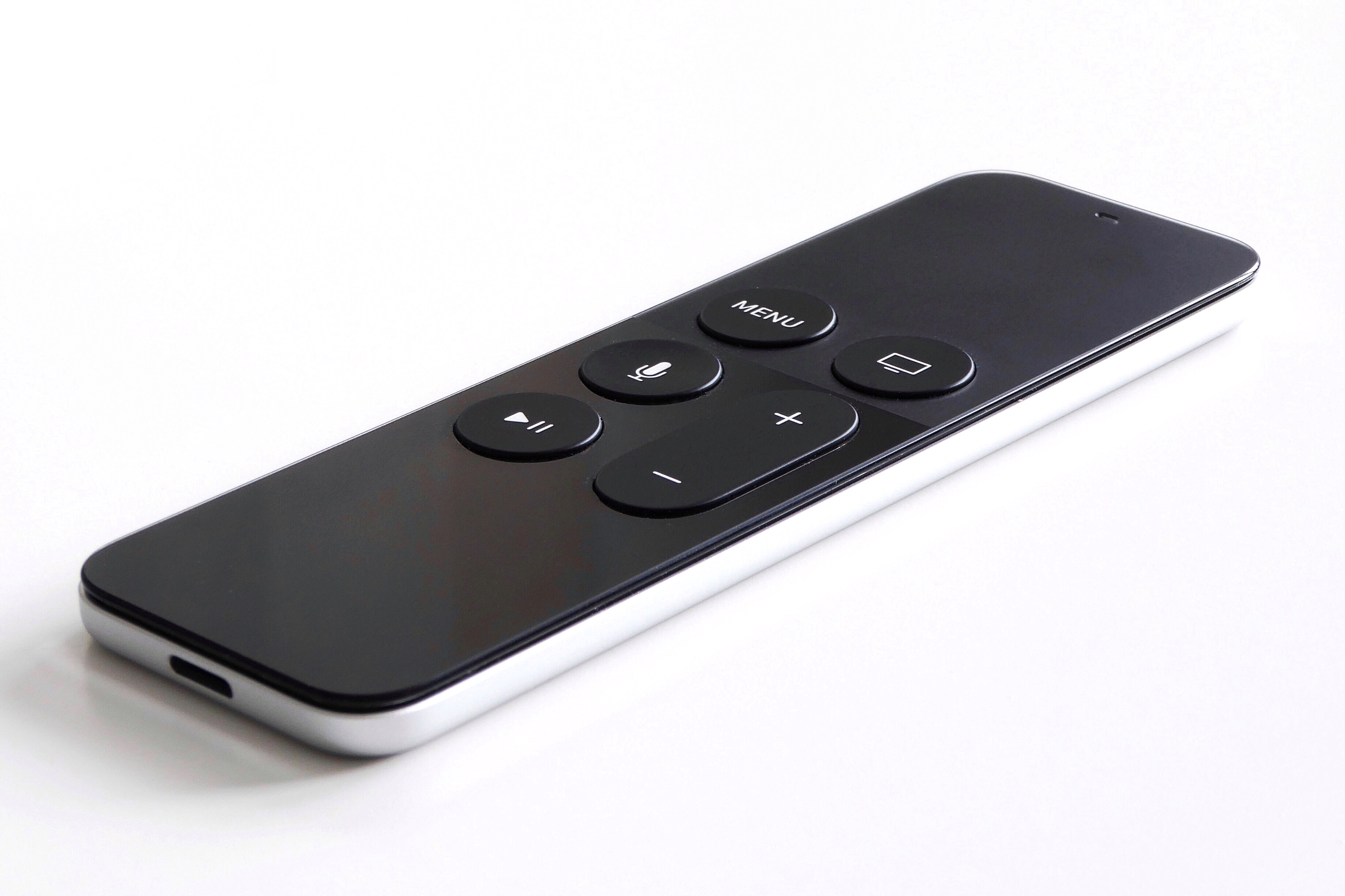
Пульт дистанційного керування від Apple TV з вбудованим мікрофоном та кнопкою для запуску Siri

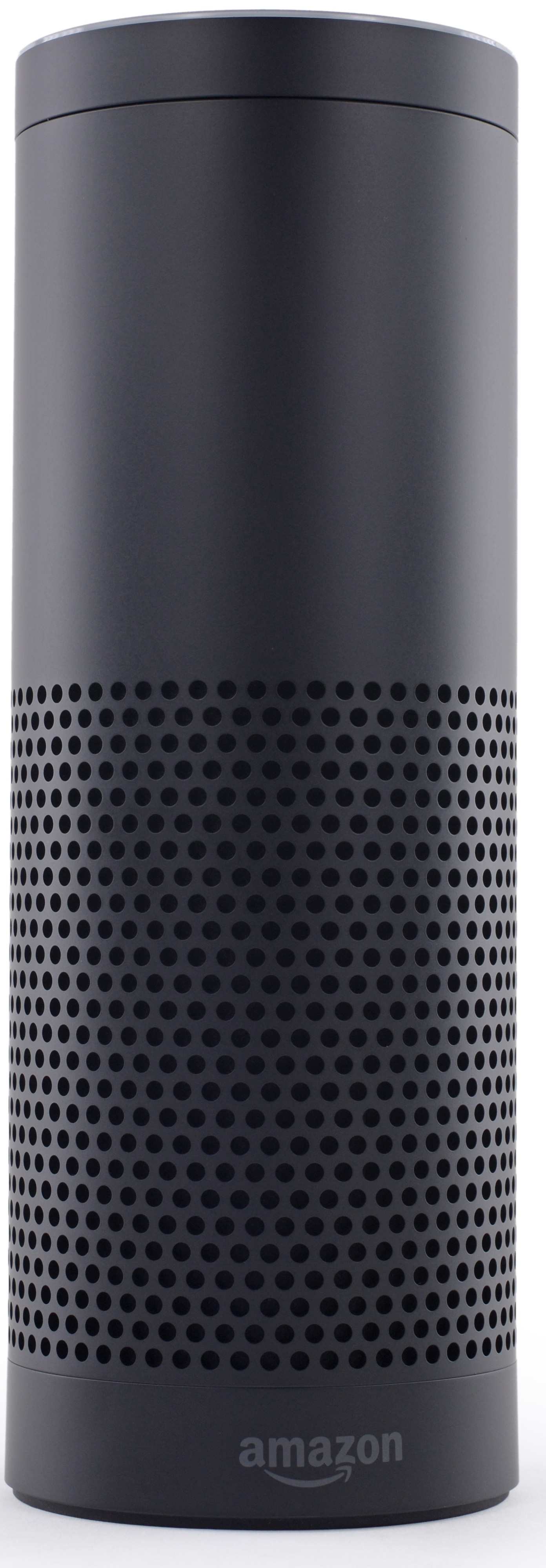
Розумна колонка з вбудованим віртуальним помічником Alexa

Віртуальний асистент або інтелектуальний особистий помічник — це програмний агент, що може надавати персональну інформацію, виконувати завдання та послуги для окремої особи. У список доступних послуг входять пошук, керування музикою та пристроями розумного будинку, робота зі списками задач та електронною поштою, взаємодія з календарем і так далі. Взаємодія з такими помічниками зазвичай відбувається за допомогою голосу або тексту. Іноді стосовно віртуальних помічників з текстовим, чат-інтерфейсом застосовують термін "чат-бот".
Станом на 2017-й рік, ринок віртуальних помічників перебуває у стані активного розвитку: пожвавлюється інтерес як зі сторони користувачів, так і зі сторони великих компаній. Як результат, функціональність асистентів постійно розширюється, віртуальні помічники входять до складу мобільних та десктопних операційних систем, а на ринок виходять окремі "розумні" пристрої з акцентом на голосову взаємодію. Найбільша користувацька база наразі належить продуктам Apple Siri, Amazon Alexa, Microsoft Cortana та Google Assistant.